# Vištuk
Vištuk (deutsch Wischtu[c]k oder Wischteich, ungarisch Kárpáthalas – bis 1907 Vistuk) ist eine Gemeinde im Bratislavský kraj in der Westslowakei.

## Geographie

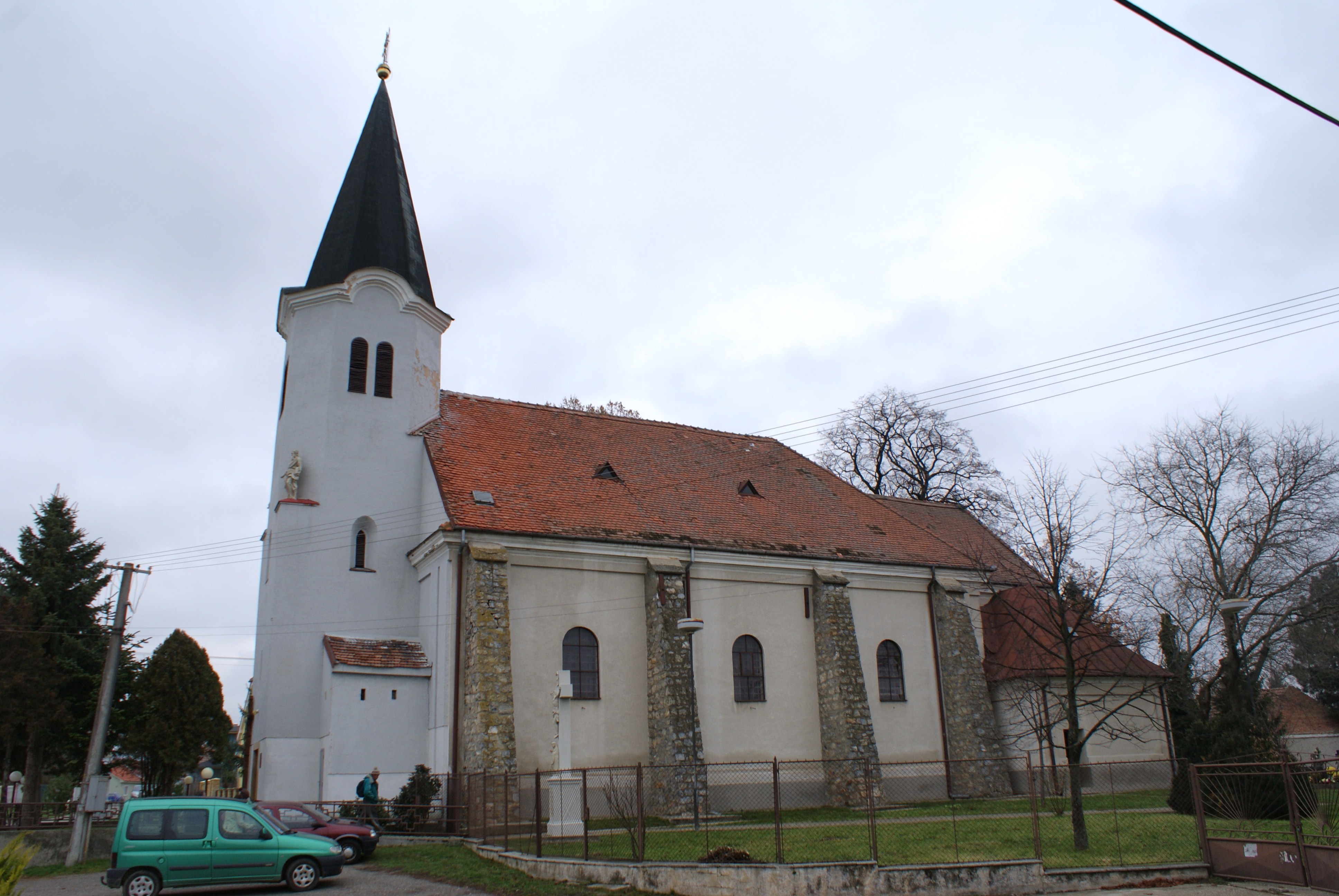
Kirche in Vištuk

Der Ort befindet sich im Donautiefland am Bach Vištucký potok und ist 8 km von Modra und 20 km von Trnava entfernt. Bei der Gemeinde befindet sich ein kleiner Stausee (vodná nádrž Vištuk).

## Geschichte
Der Ort wurde zum ersten Mal 1244 als Vischa erwähnt und gehörte zum Herrschaftsgut von Burg Rotenstein.

## Bevölkerung
| Jahr                | 1994 | 2004    | 2014    | 2024    |
| ------------------- | ---- | ------- | ------- | ------- |
| Anzahl der Personen | 1297 | 1382    | 1307    | 1365    |
| Unterschied         |      | +6,55 % | −5,42 % | +4,43 % |

| Jahr                | 2023 | 2024    |
| ------------------- | ---- | ------- |
| Anzahl der Personen | 1382 | 1365    |
| Unterschied         |      | −1,23 % |